# Halla Jónsdóttir
Halla Jónsdóttir, née dans le Sugandafjordur, est l'épouse du hors-la-loi islandais Fjalla-Eyvindur. Elle prend la fuite avec son mari proscrit vers 1760. Le couple trouve refuge près des sources chaudes de Hveravellir au cœur des montagnes inhospitalières des hautes-terres d'Islande. Ils y vivront vingt ans. 

## Histoire romancée
L'aventure d'Eyvindur et d'Halla est racontée par de nombreuses légendes islandaises. En 1911 le dramaturge islandais Jóhann Sigurjónsson romance sa vie dans la pièce Fjalla-Eyvindur, qui contient une berceuse restée célèbre en Islande, Sofðu unga ástin mín. En 1918, le réalisateur suédois Victor Sjöström tire de la pièce le film Les Proscrits (Berg-Ejvind och hans hustru).
Après 1760, Eyvindur est condamné — peut-être à tort — pour un menu larcin. Pour ne pas avoir à s'engager dans l'armée danoise, il prend la fuite avec sa femme Halla. Le couple se cache d'abord dans les fjords du Nord-Ouest (à Ísafjarðardjúp), mais est dénoncé par des habitants. Ils trouvent alors refuge dans les plateaux volcaniques du centre de l'Islande, dans la région appelée Hvannalindir non loin de la piste de Kjölur. Le couple vit là dans l'isolement total pendant vingt ans, près de sources chaudes à l'une desquelles on a donné son nom, Eyvindarhver. Plusieurs enfants naissent, qu'Eyvindur dépose devant des portes de fermes pour leur éviter de mener leur vie de bannis. Une autre légende fait état de trois enfants, morts en bas âge.
Euvindur et Halla finissent par se séparer. Halla est recueillie par un pasteur, mais reste muette et meurt peu après. Pourtant gracié, le proscrit poursuit quant à lui son errance jusqu'à sa mort. Dans un autre version, les époux regagnent le monde à quatre-vingts ans passés, et finissent leurs jours hébergés par la famille qui occupe désormais la ferme d'Eyvindur avait bâtie dans sa jeunesse. De fait, une tombe est marquée à son nom dans son hameau natal de Hrafnsfjarðareyri,.
En 2015 des datations au carbone 14 confirment que des os trouvés dans les ruines d'un petit abri situé à 640 mètres d'altitude, dans l'oasis de Hvannalindir, au cœur du désert de lave stérile Lindaharaun, entre les monts Lindafjöll, à l'ouest et Kreppuhryggur, à l'est, entouré par les rivières de fonte du glacier Vatnajökull, datent de la fin du XVIIIe siècle. Ces ruines sont désormais inscrites au patrimoine culturel protégé d'Islande.
Un monument représentant deux cœurs en pierre, enfermés dans une cage cylindrique, est érigé à proximité, en leur honneur. Il est intitulé Fangar frelsisins, (en français : Prisonniers de la liberté).              